# Sŏngsan Ilčchunlbong
Sŏngsan Ilčchunlbong (korejsky: 성산일출봉), neboli Sunrise Peak (Vrchol východu slunce), je sopečný vulkán na východním pobřeží ostrova Čedžu, v oblasti Seongsan-ri, Seogwipo, provincie Čedžu v Jižní Koreji. Má výšku 182 metrů a na vrcholu se nachází sopečný kráter.
Je považován za jednu z nejkrásnějších turistických atrakcí Jižní Koreje, je známý jako nejvýchodnější pohoří na ostrově Čedžu a je i nejlepším místem na ostrově k pozorování prvního východu slunce v roce. Sŏngsan Ilčchunlbong je zapsán na seznamu UNESCO jako součást přírodního dědictví "Sopečný ostrov Čedžu a lávové jeskyně".

## Etymologie
"Sŏngsan" a "Ilčchunlbong" jsou dvě alternativní názvy pro tuto horu, které byly až v posledních letech spojeny do jednoho názvu.
"Sŏngsan" znamená "pevnostní hora"; hora má podle tradice připomínat korejskou pevnost. "Ilčchunlbong" znamená "vrchol východu slunce". Tento název se údajně používá již od dávných časů a vychází z víry, že hora je jedním z nejlepších míst na ostrově Čedžu pro pozorování východu slunce.
Hora byla dříve označována jako Čchŏngsan (청산; Hanča: 靑山; doslovně zelená/modrá hora); tento název je údajně stále používán především staršími lidmi.

## Popis
V roce 2021 studie uvedla, že existuje 600 m široký kráter z doby před vznikem Sŏngsan Ilčchunlbong, který nyní částečně překrývá místo hory.
Sŏngsan Ilčchunlbong vznikla přibližně před 6 700 lety, díky Surtseytskému typu hydrovolkanické aktivity na mělkém mořském dně. Nejstarší erupce spojená s tímto vrcholem se odehrála přibližně 600 m východně od současného kráteru. Po zastavení erupce, magma nebylo schopno téct tímto místem, což způsobilo, že magma později vyvřelo na místě současného vrcholu. S postupem času byla většina původních kuželů a části pozdějšího tufového kužele erodovány vlnami, což způsobilo, že byla odkryta vnitřní struktura podél útesů. Hora byla původně oddělena od ostrova Čedžu, ale hromadění sedimentu způsobil jejich propojení.

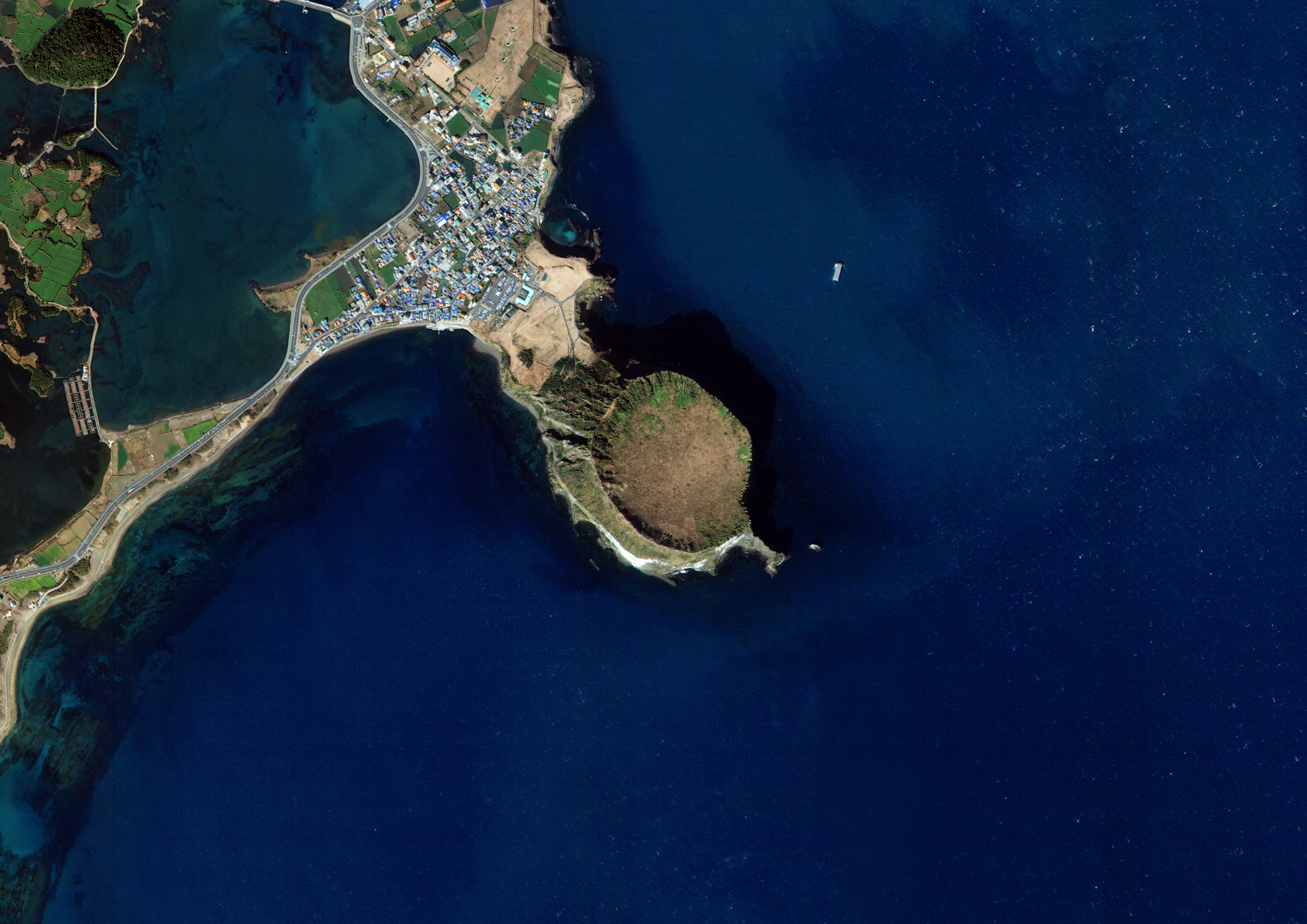
Pohled na horu z vesmíru (2015)

Hora je považována za geologicky zajímavou a je aktivně studována vulkanology.
Hora má výšku 182 m a průměr 600 m. Na vrcholu se nachází travnatý sopečný kráter ve tvaru misky. Kráter má plochu 2,64 km² a nachází se přibližně 90 m nad mořem.
Studie z roku 2011 uvedla, že na hoře roste 240 druhů rostlin.

## Turismus
Hora je významnou turistickou atrakcí. V roce 2011 přivítala 2,45 milionu návštěvníků. V roce 2022 to bylo 1 427 941 návštěvníků. Hora je obzvlášť populární pro pozorování východů slunce.
Turisté mohou na vrchol vystoupat po dřevěné lávce. Cesta nahoru trvá přibližně 30 minut. Hora je otevřena od hodiny před východem slunce až do 20:00 od listopadu do února, a do 21:00 od března do října. Z vrcholu je možné vidět horu Halla-san, ostrov Udo a oceán.
Turisté mohou také navštívit okolí hory a vydat se na výletní plavby s výhledem na horu a Udo.

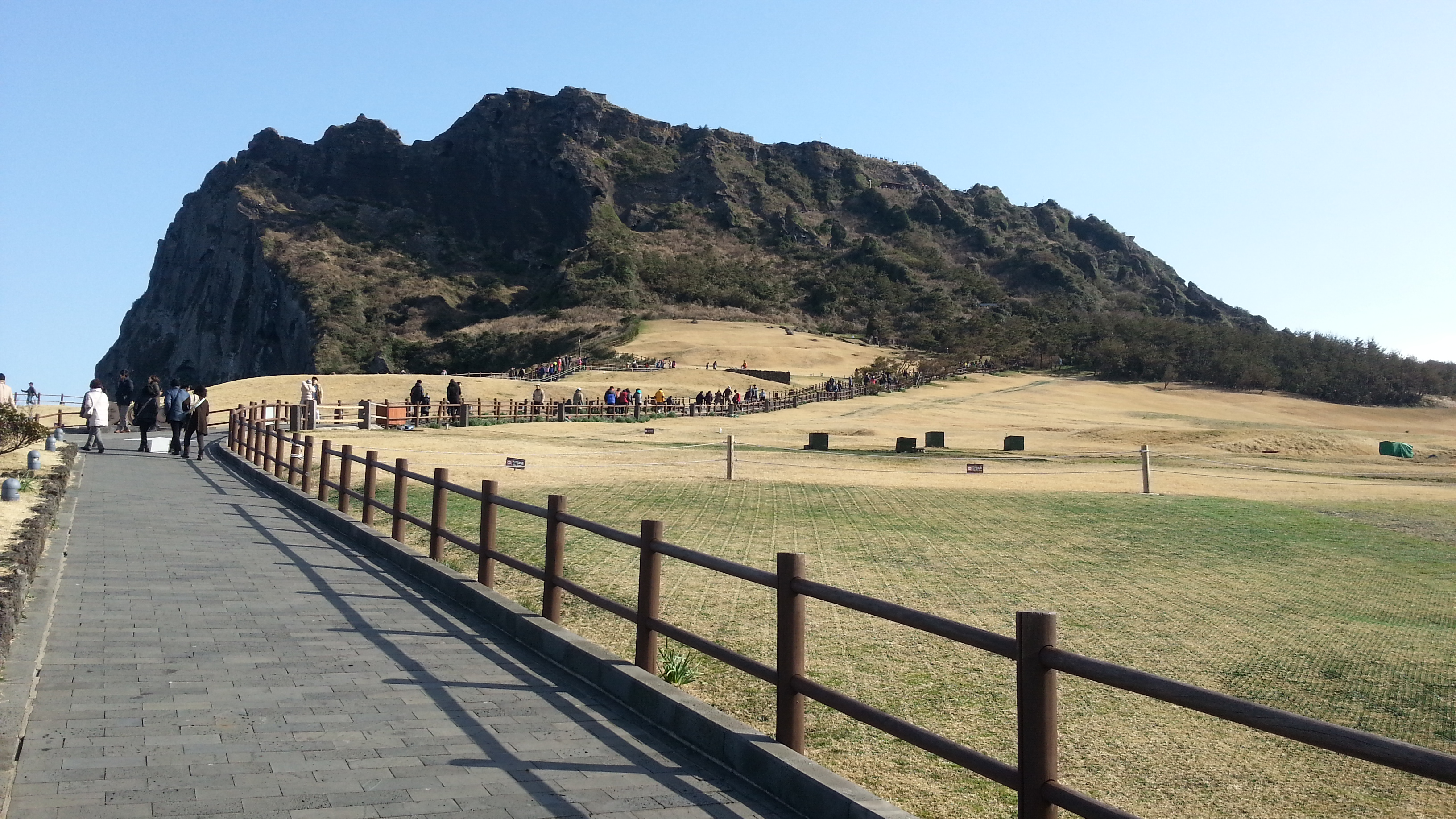
Hiking trail up the mountain (2013)

Hora byla 19. července 2000 prohlášena za přírodní památku Jižní Koreje. Tento statut údajně napomohl ochránit přírodu na hoře. 2. července 2007 byla zapsána na seznam UNESCO jako přírodní dědictví. V říjnu 2010 byla zařazena mezi místa Globální geoparkové sítě.

### Festival východu slunce Sŏngsan
Festival východu slunce Sŏngsanilčchulčchundže (성산일출축제) je vícedenní festival, který se koná kolem Nového roku. Konají se různé aktivity a vystoupení. Mimo jiné jsou zde talentové soutěže, průvody, ohňostroje a pochody po stezkách. Kromě populárních hudebních vystoupení se pořádají i tradiční korejské šamanské rituály gut. Koná se zde také odpočet, kdy rybáři údajně zapalují své lodě a troubí pří východu slunce.

## Historie
Během období Korjo pod mongolskou nadvládou (13. a 14. století) byly v okolí hory zřízeny ranče pro koně. Během japonské koloniální éry v letech 1910–1945 a na konci druhé světové války vykopala japonská císařská armáda jeskyně do svahů hory, kde ukryla lodě naložené výbušninami. Tyto lodě měly sloužit k zamezení plánovaných přistání spojenců na Čedžu; asi 18 těchto jeskyní stále existuje a jsou nyní zapsány jako kulturní dědictví Jižní Koreje. V 20. století farmáři údajně pěstovali bambus v kráteru. Lidé zde chovali koně a žili uvnitř kráteru, než se tato oblast stala chráněnou přírodní lokalitou na konci 20. století.

## Galerie

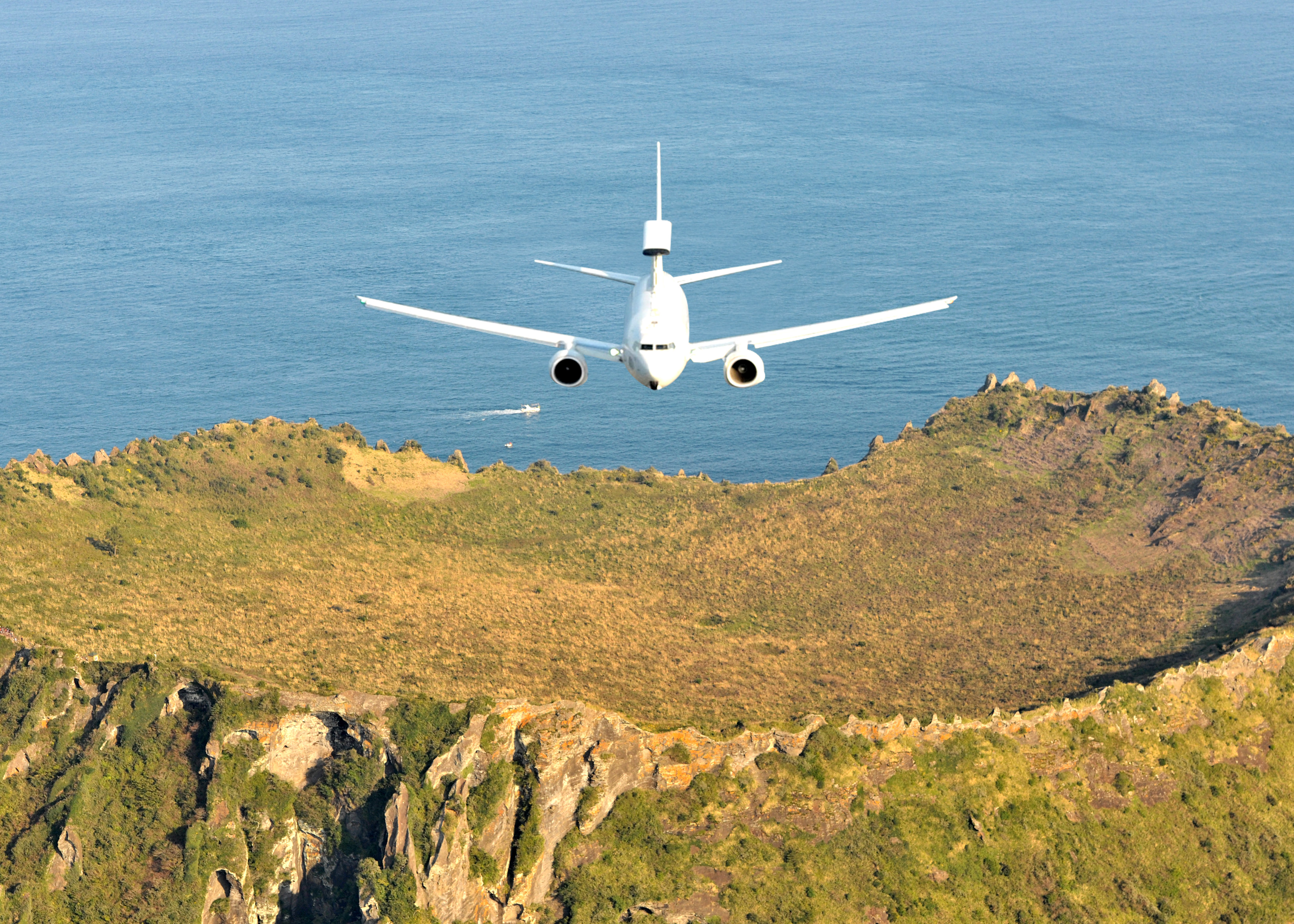
Boeing 737 AEW&C letící přes horu (2011)
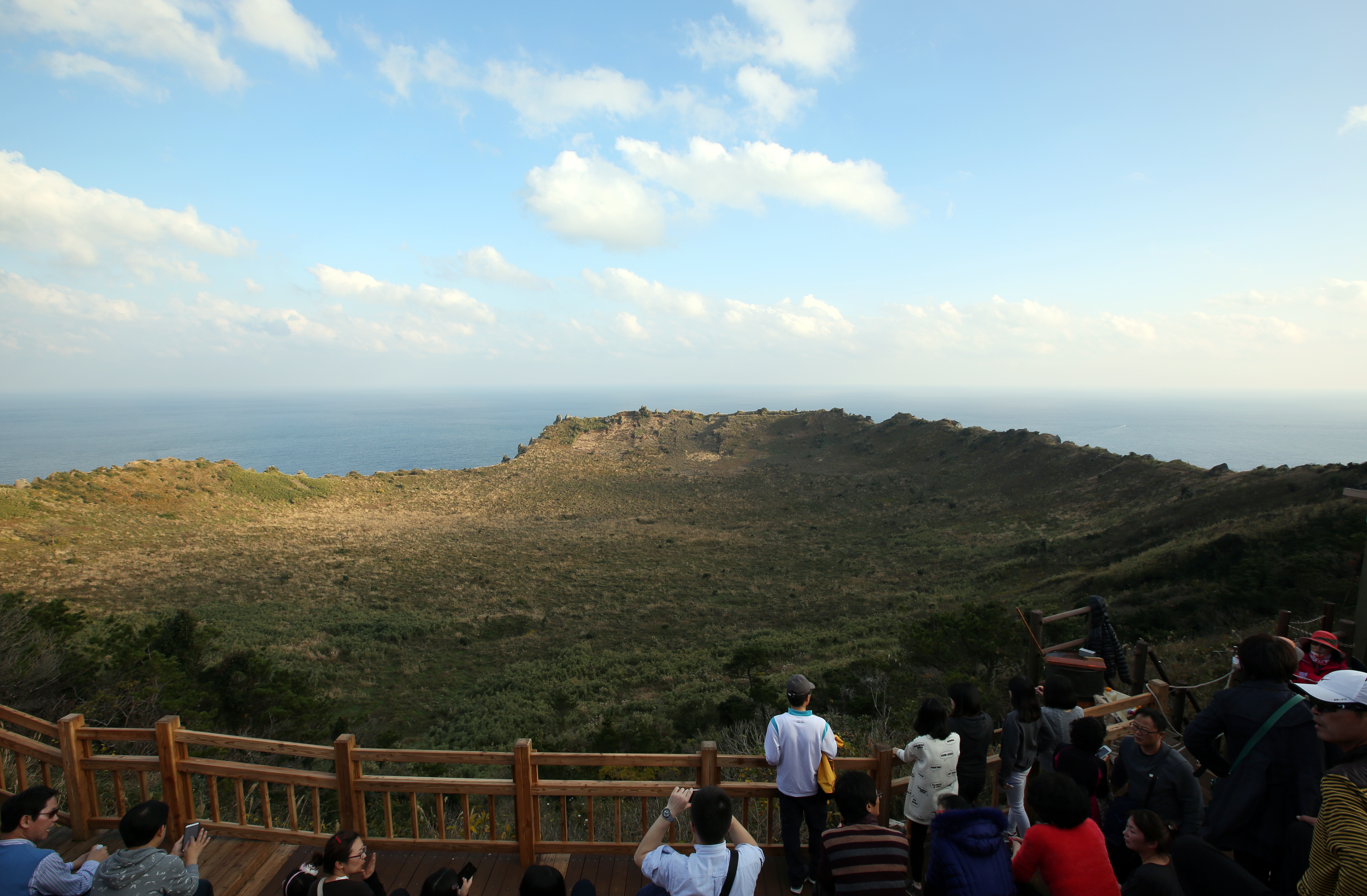
Turisti prohlížející si vnitřek kráteru(2014)
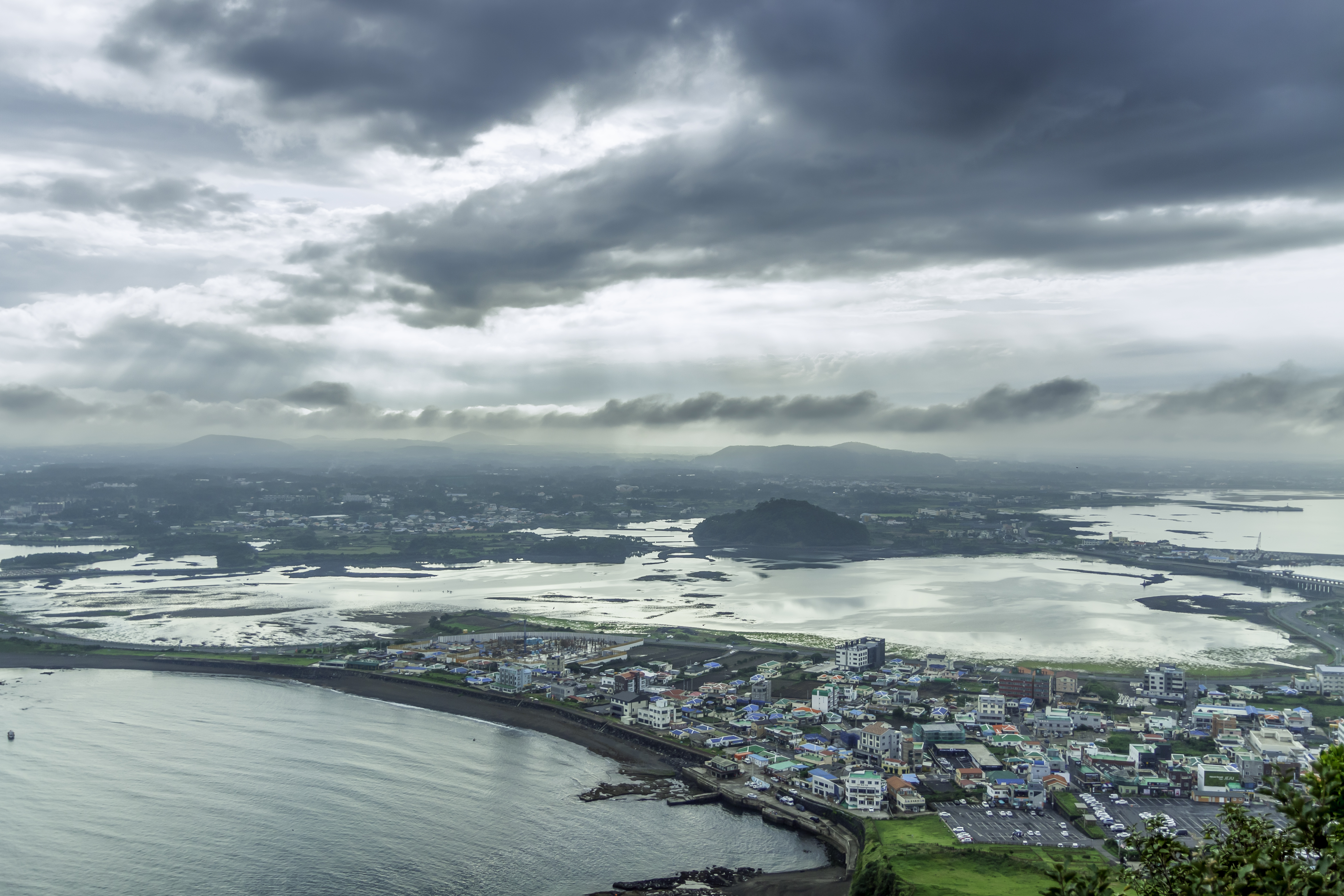
Pohled z vrcholku hory (2018)
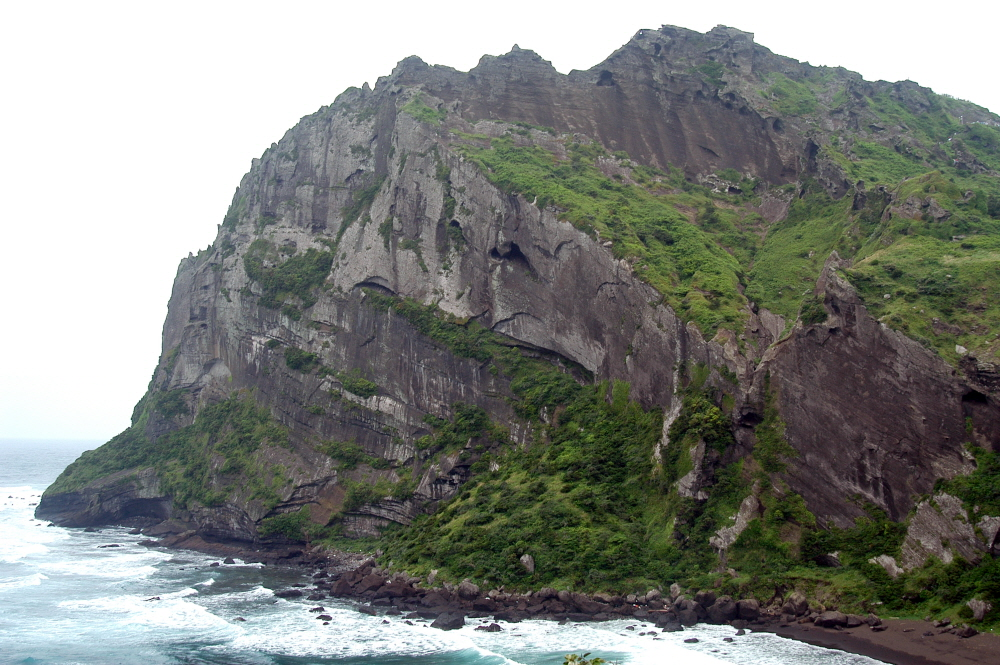
Pohled na útesy (2006)

### Zdroje
- JEON, Yongmun; KI, Jinseok; SOUTHCOTT, Darren. Korean geoheritage: the volcanic landforms of the Jeju Island UNESCO Global Geopark. Episodes Journal of International Geoscience. 2024-06-01, s. 295–310. Dostupné online. doi:10.18814/epiiugs/2024/024010. (anglicky)
- SOHN, Y. K.; CHOUGH, S. K. The Ilchulbong tuff cone, Cheju Island, South Korea. Sedimentology. 1992, s. 523–544. Dostupné online. ISSN 1365-3091. doi:10.1111/j.1365-3091.1992.tb02135.x. (anglicky)